# Xenopsylla gerbilli
Xenopsylla gerbilli är en loppart som först beskrevs av Wagner 1903.  Xenopsylla gerbilli ingår i släktet Xenopsylla och familjen husloppor.

## Underarter
Arten delas in i följande underarter:
- X. g. gerbilli
- X. g. caspica
- X. g. minax